# Stade olympique de Montréal
Pour les articles homonymes, voir The Big O (homonymie).
 (juillet 2023).
Si vous disposez d'ouvrages ou d'articles de référence ou si vous connaissez des sites web de qualité traitant du thème abordé ici, merci de compléter l'article en donnant les références utiles à sa vérifiabilité et en les liant à la section « Notes et références ».
Le stade olympique de Montréal est un stade omnisports couvert d'une capacité de 56 000 places, pouvant être aménagé jusqu'à une capacité de 65 000 places. En anglais, le stade est surnommé The Big O.
Conçu par l'architecte français Roger Taillibert à la demande du maire Jean Drapeau, le Stade avait pour mandat d'accueillir les Jeux olympiques d'été de 1976 dans un premier temps, puis l'équipe de baseball Expos de Montréal par la suite, qui y ont séjourné à partir de 1977, jusqu'à leur départ, en 2004. 
Situé au cœur du Parc olympique de Montréal, le Stade olympique fait partie d'un ensemble d'équipements, comprenant la Tour de Montréal, le Centre sportif, les esplanades extérieures, ainsi qu'un vaste stationnement intérieur de près de 4 000 places. Édifice emblématique de la ville de Montréal, il demeure controversé, étant vu à la fois comme un chef-d’œuvre d'architecture et comme un éléphant blanc.
Surnommé en anglais le « Big O » en référence à sa forme vue de haut, c'est le plus grand stade du Canada. Sa tour de 165 mètres de haut, soutenant 75 % de la charge du toit, est la plus haute structure inclinée au monde. Depuis 2012, c'est le stade hivernal de l'Impact de Montréal. En plus des terrains, il abrite un centre sportif avec sept piscines.
Situé dans le Parc olympique de Montréal, à l'intérieur du quadrilatère formé par la rue Sherbrooke, le boulevard Viau, l'avenue Pierre-De Coubertin et le boulevard Pie-IX, dans l'arrondissement Mercier–Hochelaga-Maisonneuve, il borde le parc Maisonneuve et le Jardin botanique. Deux stations du métro de Montréal y donnent accès : Pie-IX et Viau.

## Histoire
L'histoire du stade olympique commence en 1954 lorsque la ville fait préparer un plan d’aménagement du Centre sportif Maisonneuve en vue de sa seconde candidature pour les Jeux d’été.
Dès 1963, le maire de Montréal, Jean Drapeau, souhaite construire un stade couvert à Montréal pour attirer une équipe de baseball majeur. Le 27 mai 1968, la ligue nationale, impressionnée par le succès de l'Expo 67, accorde une franchise pour 1969 et Drapeau leur promet que la future équipe montréalaise jouera dans un stade couvert d'ici 1972.

### Les Jeux olympiques de 1976
Le 4 décembre 1969, Jean Drapeau annonce officiellement la candidature de Montréal pour la présentation des Jeux olympiques d'été de 1976. Le 12 mai suivant, le Comité international olympique (CIO) confie à la Ville de Montréal l’organisation des Jeux.
Le maire Drapeau souhaite un stade combinant une structure économique à construire et un aménagement intérieur destiné au baseball et au football canadien mais adaptable aux Jeux olympiques. En août 1971, l'architecte français Roger Taillibert, concepteur du Parc des Princes, est invité à Montréal pour exposer son œuvre parisienne réalisée pour un faible coût grâce à l'emploi de pièces en béton préfabriqués. L'architecte étranger convainc et est engagé, ce qui n'est pas sans déplaire aux architectes et ingénieurs québécois.

#### Début des travaux
Le 6 avril 1972, la ville dévoile la première maquette du futur Stade olympique devant la presse internationale. Il s'agit d’un bâtiment ellipsoïdal ressemblant à un immense coquillage, ouvert au centre et surmonté d’une tour habitable de 165 mètres de hauteur soutenant un toit souple amovible, inspiré par le pavillon australien à l'Expo 70 d'Osaka et par le projet de la Tour Paris-Montréal cher à Jean Drapeau mais non réalisée. La construction des installations olympiques est budgétisée à 190 millions de dollars (1 milliard de dollars de 2016) dont 71 millions pour le stade seul.
Le 28 avril 1973, les travaux d'excavation débutent au Parc olympique de Montréal. Entre ce jour et la fin des travaux de terrassement, en décembre 1973, environ 2,12 millions de m³ d’argile et de calcaire sont enlevés.
En 1974, le chantier du stade démarre sous le contrôle du service des Travaux publics de la Ville. Pour gagner en temps et en qualité, un maximum de pièces en béton précontraint, tels les voussoirs, les anneaux techniques et les cages d'ascenseurs, sont préfabriqués en usine à Saint-Eustache (Schokbéton) et transportés par camions.

#### Un chantier chaotique
Le 12 avril 1974, l'architecte Taillibert et la Ville sont éloignés quand le gouvernement du Québec leur impose un « mandataire-coordonnateur » (LVLV-Lavalin) et un nouveau gérant de chantier (Désourdy-Duranceau). Au même moment, les premiers problèmes surgissent. Le dessin des plans de construction, confié à la firme québécoise Régis Trudeau et Associés, prend trop de temps. De plus, le sol, qui longe l'ancienne falaise de la mer de Champlain, est plus fragile qu'attendu et il faut revoir les fondations. En juillet, deux bureaux d'études français, S.E.E.E et Europe Études sont engagés pour refaire les plans du stade et de sa tour respectivement. Le 5 août, l'excavation des fondations du stade peut démarrer puis les premiers piliers, coulés sur place, commencent à s'élever du sol. Le 27 août 1974, les travaux de construction du Vélodrome (le futur Biodôme) débutent en parallèle.
Les problèmes subsistent, entre autres à cause de la complexité des structures, de la nouveauté des méthodes de construction et de problèmes techniques non prévus. De plus, la corruption est présente : par exemple certains fournisseurs se font payer plusieurs fois pour un même chargement, des travaux sont refaits inutilement, des vols de matériaux et d'outils sont commis et de nombreux emplois sont fictifs,,. Ajoutant au désordre, le 30 novembre 1974, une grève de deux mois éclate sur le chantier. Elle est suivie par une autre de mai 1975 au 26 octobre suivant, entraînant un retard important mettant en péril la tenue des Jeux prévue pour juillet 1976.
En outre, l'inflation sévit : le prix de l'acier, fixé par les producteurs américains à 200 dollars la tonne au début du chantier, passe à 900 dollars en six mois puis atteint 1 200 dollars la tonne. Ces facteurs contribuent à l'explosion des coûts réévalués à 580 millions de dollars début 1975 (2,48 milliards de dollars de 2016). Le maire insiste pour que la Ville reprenne le contrôle du chantier mais le gouvernement du Québec, inquiet quant à l’éventualité d'une annulation des Jeux, rétorque en créant un nouvel organisme public le 20 novembre 1975 pour régler les conflits sociaux et superviser les opérations : la Régie des Installations Olympiques (RIO).

#### La RIO prend les choses en main

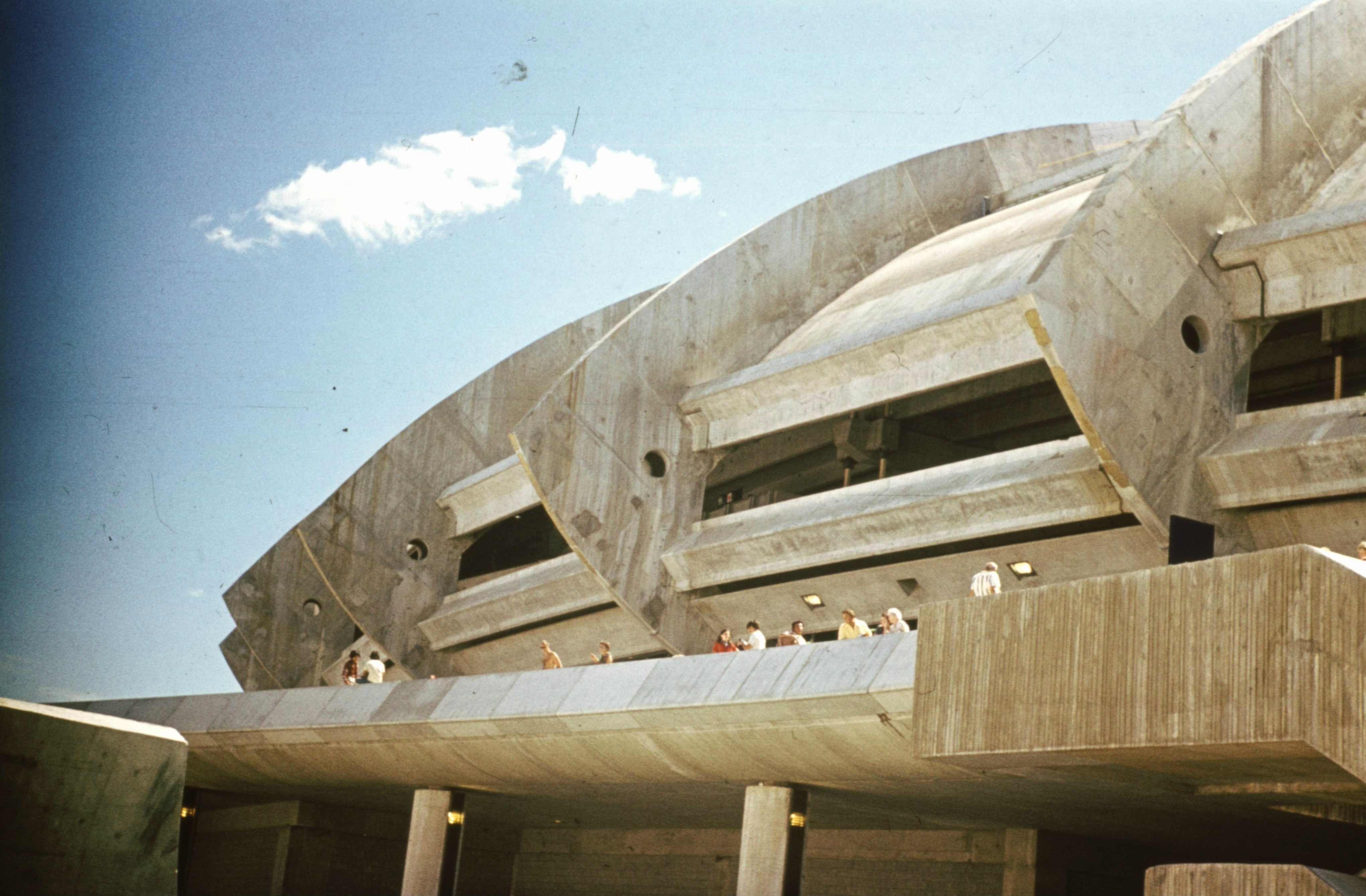
Le stade achevé, 1976. Il sera peint en blanc (imperméabilisé) en 1982.

Les membres de la RIO déterminent qu'il serait impossible de terminer les constructions à temps selon le plan prévu et prennent des mesures drastiques. L'achèvement des installations non essentielles est repoussé, la tour s’arrêtera à 72 mètres. Afin de faciliter la direction et d’accélérer l’avancement des travaux, le chantier est divisé en six cellules (secteur Stade, secteur Vélodrome, secteur mât-piscines, secteur stationnement Viau, secteur stationnement Pie-IX et secteur installations temporaires), chacune ayant à sa tête un ingénieur. Les demandes des syndicats ayant été accordées, deux mois après la prise en main du chantier par la RIO, la cadence des travaux accélère, une nouvelle harmonie règne sur le chantier et la productivité augmente. En moins de sept mois, malgré l'hiver, 75 % de la structure du stade est construite.
Le 7 avril 1976, les grues et les équipements lourds sont enlevés du centre du stade pour permettre la pose du gazon et l’aménagement de la piste d’athlétisme. Le 10 mai, les deux tableaux d’affichage, le tiers des sièges et la pelouse sont installés. Le 9 juillet, les travaux de construction du stade sont officiellement terminés, à l’exception des aménagements extérieurs et de la tour. Le coût de construction du parc Olympique inachevé s'élève à 839 millions de dollars de 1976 (3,39 milliards de dollars de 2016). Il s'agit probablement d'un record mondial de dépassement de budget, un des deux projets à dépasser les 1000 % de dépassement des coûts, devant l'Opéra de Sydney.
Le 17 juillet 1976, à 15 heures, 12 000 athlètes représentant 93 délégations nationales défilent devant 73 286 spectateurs pour la cérémonie d'ouverture. Le stade est l'hôte des épreuves d'athlétisme, de sauts d'obstacles en équipe en équitation et de la finale du football. La cérémonie de clôture des jeux s'y tient le 31 juillet 1976.

### La reconversion du stade: les années Expos

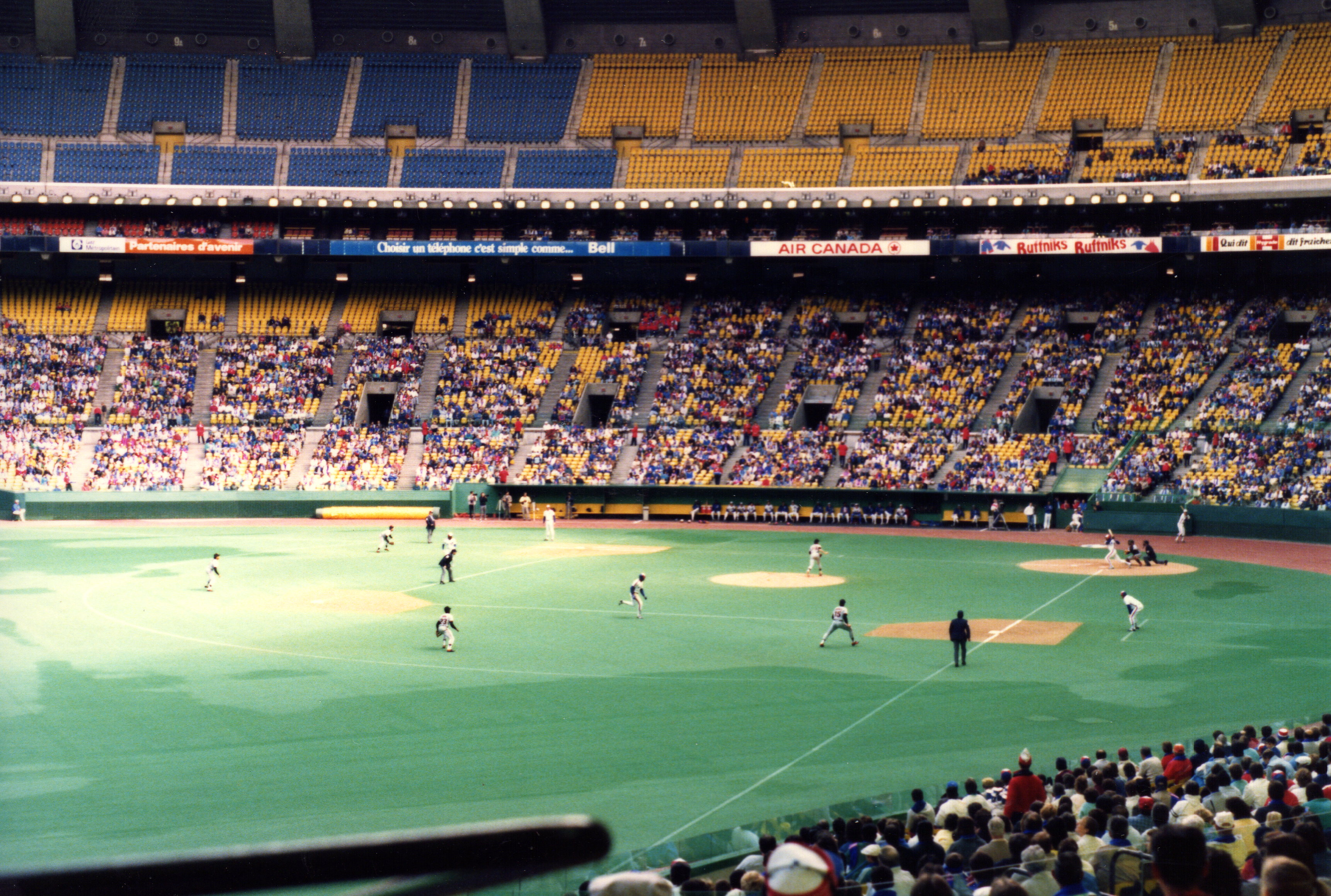
Les Expos de Montréal au Stade olympique, 1986.

Le 26 septembre 1976, les Alouettes de Montréal deviennent la première équipe locale à disputer un match dans le stade. Le 15 janvier 1977 les piscines ouvrent au public. L’intérieur du stade est réaménagé et, le 15 avril 1977, l'equipe de baseball Expos de Montréal y disputent leur premier match à domicile devant 57 592 spectateurs. En 1991, la RIO modifie le stade pour le rendre plus adapté au baseball. La capacité est réduite à 49 757 spectateurs mais le terrain est rapproché des spectateurs et des haut-parleurs sont installés.
En 1998, les Expos renoncent à construire un nouveau stade à la suite du refus de Québec d'investir dans le projet. Le 29 septembre 2004, la franchise joue son dernier jeu au stade olympique devant 31 000 spectateurs puis déménage à Washington D.C..

#### Dix ans pour achever la tour
Le 10 février 1978, le gouvernement du Québec annonce, après de longs débats, vouloir couvrir le stade d'un toit amovible comme prévu dans les plans originaux de Roger Taillibert mais moyennant quelques modifications et pour un coût évalué à 65 millions de dollars. Les travaux reprennent en juin 1979 et la tour atteint 87 mètres au printemps de l’année suivante.
Mais le chantier doit être stoppé en urgence car les pieds de la tour risquent de s'enfoncer dans le sol ; en effet, les appuis antisismiques en néoprène sur lesquels ils reposent et le sous-sol rocheux lui-même sont jugés trop fragiles. À la suite d'un moratoire sur le parachèvement du stade, il ne reprendra que le 17 septembre 1985. Pour alléger la structure, les 78 derniers mètres de la tour sont faits de caissons d'acier plutôt que de béton. Malgré deux incendies, le 29 août 1986 puis le 25 octobre, la construction est terminée le 15 avril 1987 avec la mise en place du toit rétractable. Le 16 novembre de la même année, un funiculaire unique en son genre, permettant d’accéder à un observatoire au sommet de la tour, est inauguré.

#### La saga du toit

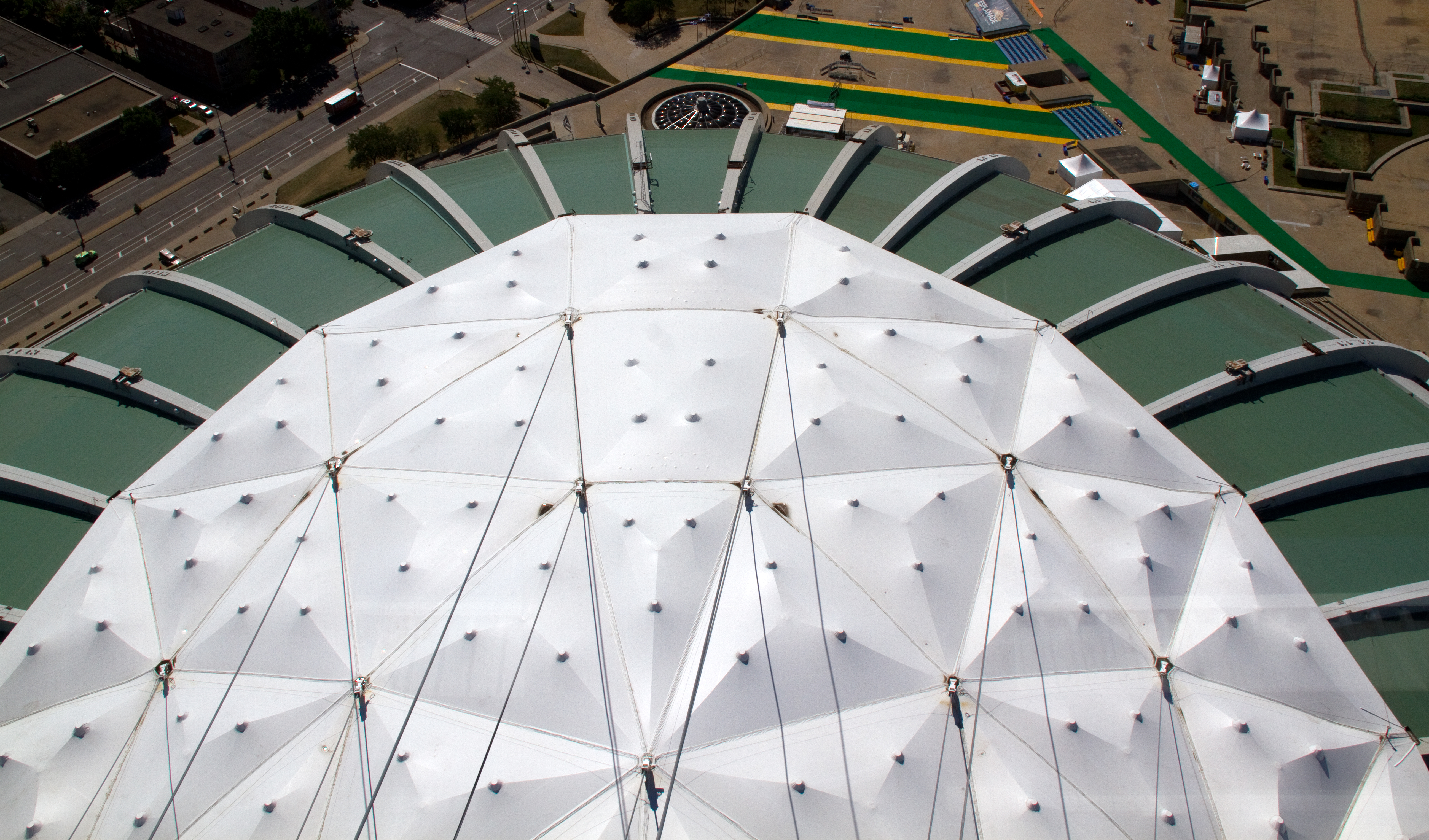
Détail du toit Birdair, en place depuis 1998.

Le premier toit rétractable, une toile de Kevlar fabriquée en Allemagne en 1975, entreposée à Marseille jusqu'en 1982 puis sous les gradins du stade, est assemblée dans un hangar à Ville Saint-Pierre et ramenée au stade la nuit du 25 novembre 1986 pour y être installé. Le toit est replié pour la première fois dans la tour le 12 octobre 1987. Cependant, les manœuvres d'ouverture et de fermeture usent prématurément la toile qui déchire 17 fois, le plus gravement le 27 juin 1991 à la suite de vents violents. Entre 1987 et 1992, 88 manœuvres de déploiement sont réalisées puis le toit reste immobile pour limiter son usure.
La RIO recommande alors de remplacer la toile par un toit fixe en acier de 6 000 tonnes pour 57,2 millions de dollars et le gouvernement accorde le contrat de fabrication. En octobre 1994, le projet est suspendu pour des raisons de sécurité car sa masse serait trop élevée, puis Québec fait machine arrière en 1995.
Un nouveau toit immobile est mis en place en avril 1998 pour la somme de 37 millions de dollars. Le 18 janvier 1999, il se déchire sous le poids de la neige en pleine installation du Salon de l'Automobile. Des restrictions sont imposées interdisant l'organisation de manifestation dans le stade en cas d'accumulation de glace ou de neige sur le toit. En mars 2014, le seuil d'accumulation de neige autorisé sur le toit pendant l'utilisation du stade est relevé de 0 à 3 cm.

### Rénover et se réinventer

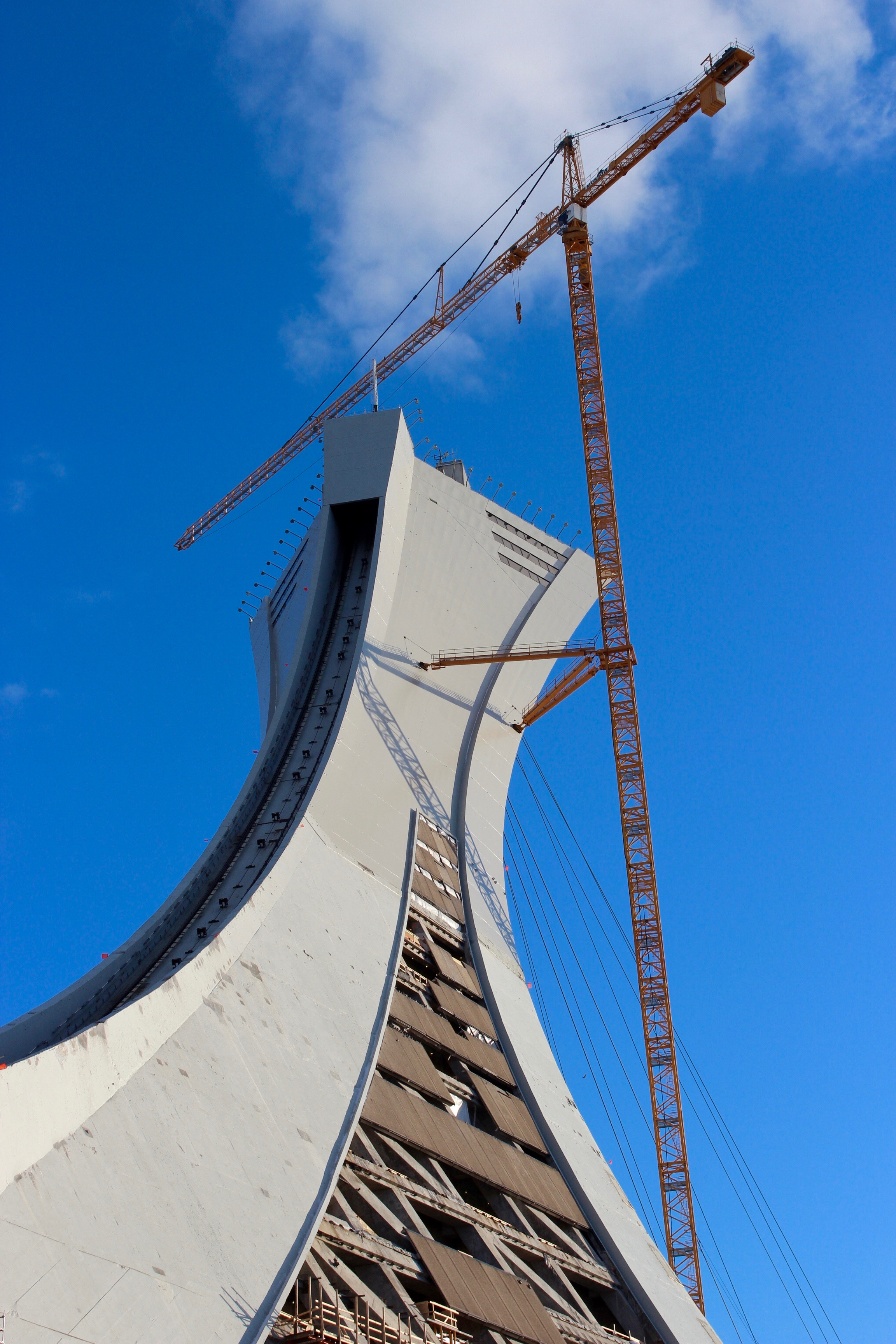
Rénovations de la Tour en 2016.

La facture du Parc olympique, estimée à 1,35 milliard de dollars canadiens de 1976 avec les intérêts (5,2 milliards de dollars de 2016), est payée totalement le 14 novembre 2006, soit 30 ans après les Jeux, notamment grâce à une partie des revenus de l'impôt sur le tabac qui étaient affectés au remboursement de la dette olympique depuis juin 1976. De ce coût total, le stade et sa tour représentent presque 70 % (57 % pour le stade, 12 % pour la tour). Cela en faisait le second stade le plus coûteux jamais construit (après celui de Wembley à Londres), qui lui vaut le surnom anglais de Big Owe (« Grand Dû »). Depuis, des stades américains ont dépassé ces montants (Yankee Stadium, MetLife Stadium).
La rénovation des infrastructures commence en 2010 et devrait coûter 400 millions de dollars sur 20 ans. Entre 2013 et 2015, le centre sportif et ses piscines, localisés sous la tour du stade, sont entièrement rénovés. En 2014, un écran géant haute définition remplace les deux écrans précédents qui dataient des rénovations de 1991-1992. En 2016, la tour est repeinte, sa façade est en cours de réfection, ses étages sont en cours d’aménagement et son funiculaire devrait être remplacé d'ici 2019. Suivront l'observatoire au sommet de la tour puis le stade lui-même et son toit.

#### Le soccer arrive
Le soccer connut ses premières heures de gloire au Stade olympique avec le Manic de Montréal en 1981, mais rapidement la fréquentation s'effondra et l’équipe disparut en 1984.
Le 25 juillet 2009, le Stade olympique devint le premier stade en dehors de France à accueillir le Trophée des Champions, opposant Bordeaux, le champion de France, à Guingamp, le vainqueur de la Coupe de France, dans le but de promouvoir le soccer au Québec.
Après avoir été utilisé ponctuellement pour de grandes occasions par l'Impact de Montréal en 2008 et 2010, le Stade olympique devient le stade hivernal de l’équipe à la suite de son accession en MLS en 2012. Le 12 mai de l'année, 60 860 spectateurs sont présents au match contre le Galaxy de Los Angeles, un record pour le soccer au Québec. Le 29 avril 2015, le record est battu quand 61 004 personnes assistent à la finale retour de la Ligue des champions CONCACAF.

### Rénovations en cours à partir de 2024

#### Toit et anneau technique

À l'intérieur du stade olympique lors des rénovations de 2024

Le 26 juillet 2023, le Parc olympique annonce que le prochain toit nécessitera le démontage et le remplacement de l'anneau technique afin d'installer un toit fixe en verre et en acier. Le remplacement de cet anneau massif est jugé « impératif » car la Régie du bâtiment du Québec impose des critères de résistance six fois plus élevé qu’en 1976 et tout chantier majeur au stade suppose une mise aux normes de sa structure.
Le 5 février 2024, le gouvernement Legault annonce le remplacement du toit et de l’anneau technique qui devrait coûter 870 millions et être complété d’ici 2027. Une toiture en acier bordée d'un cercle de verre translucide remplacera la toiture en toile actuelle et permettra à la lumière de pénétrer dans l'enceinte du Stade. L'anneau technique, actuellement en béton, sera remplacé par un tube d'acier.

#### Tour
La tour du stade devrait rouvrir aux visiteurs en 2027, après des travaux totalisant au moins 90 millions. Les autorités vont changer le funiculaire, rénover l'observatoire et ouvrir une terrasse sur le toit de la tour. Un nouveau funiculaire en train d'être construit par Doppelmayr - Garaventa,.
En mars 2024, un incendie force la fermeture du centre sportif du Parc olympique de Montréal et des étages locatifs de la Tour.

## Architecture

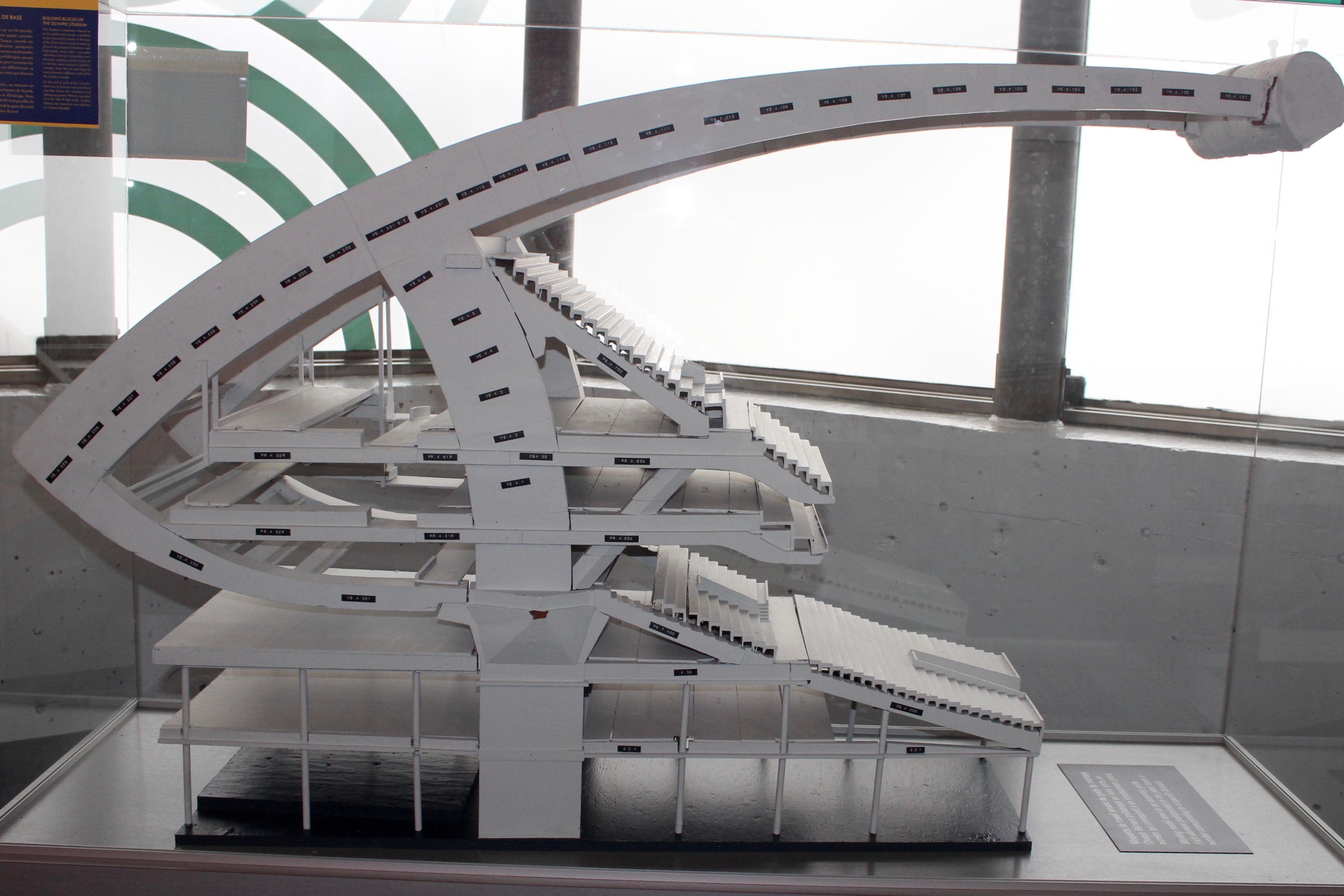
Maquette de la structure entre deux consoles. Les voussoirs sont numérotés.

La construction du Stade olympique est l'une des pages importantes de l'histoire contemporaine du Québec. Conçue par l'architecte français Roger Taillibert, cette sculpture de béton précontraint est regardée comme un chef-d'œuvre d'architecture moderne organique. Elle se compose de 12 000 éléments préfabriqués, pesant jusqu’à 150 tonnes. Quelque 400 000 mètres cubes de béton ont été nécessaires pour la construction du Stade olympique, soit l'équivalent d'un trottoir d'un mètre de largeur sur 15 centimètres d'épaisseur entre Montréal et Calgary, les deux premières villes olympiques canadiennes.
En 2017, la Régie des installations olympiques (RIO) commande une étude dont la conclusion prête au Parc olympique, le site sur lequel se trouve le Stade, « un intérêt patrimonial pour sa valeur historique, architecturale, urbaine et emblématique ».

### Stade
Le Stade olympique est bâti directement sur l'axe nord-sud, la Tour pointant vers le nord, suivant le principe géométrique de la symétrie axiale. L'architecture s'appuie sur 38 consoles en porte-à-faux, son squelette, dont 34 sont ancrées au sol et 4 sont fixées à la tour. La partie ouest du Stade comprend les consoles « 1A » à « 17A », alors que la partie est comprend les consoles 1 à 17. Les consoles sont donc regroupées en 17 paires de différentes dimensions. Chaque console est composée d'un pilier, dont la partie inférieure fut coulée sur place, et de voussoirs en béton précontraint préfabriqués. Ajoutant à la complexité de l'édifice, les consoles sont toutes différentes car l'enveloppe du stade est inclinée avec 12 mètres de différence entre le nord et le sud du toit. Ces voussoirs furent collés ensemble et post-contraints pour former la partie supérieure du pilier et les fléaux avant et arrière. Entre les fléaux, des poutres d'acier supportent un toit rigide protégeant gradins et rampes d’accès. L'anneau technique, une galerie longue de 468 mètres, relie l’extrémité des fléaux avants pour former le bord du toit fixe et servir de loge pour les projecteurs et autres dispositifs techniques. À l'opposé, l’extrémité des fléaux arrière est reliée aux piliers par un bas fléau qui stabilise la structure. Entre ces bas fléaux, des poutres de béton supportent la façade courbée de l’édifice.

#### Dimensions

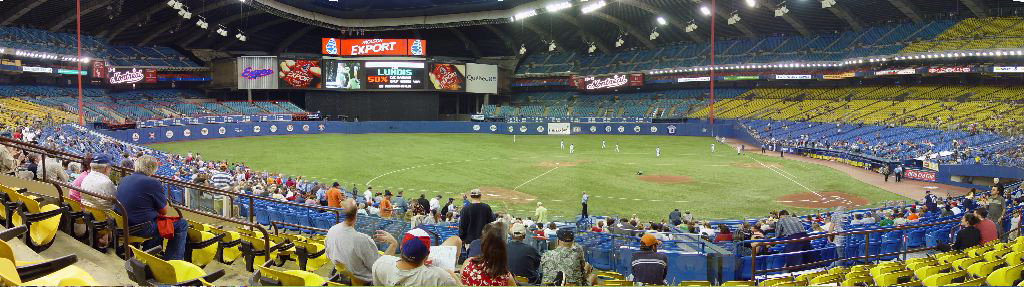
Le stade en configuration de terrain de baseball.

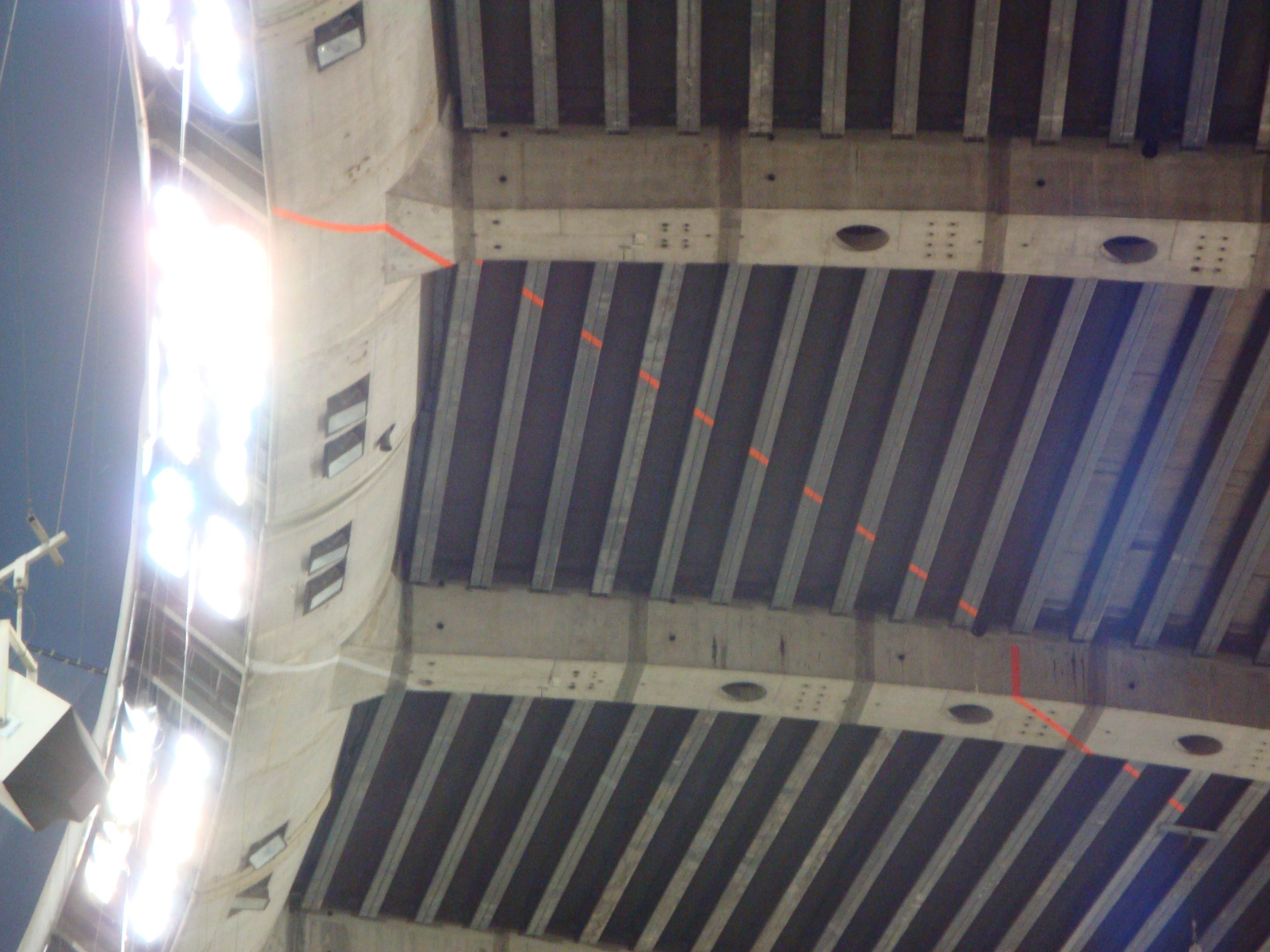
Détails de l'anneau technique et du toit. La ligne peinte des fausses balles est visible.

Le stade, sans sa Tour, mesure 284 mètres de long sur 245 mètres de large. À l’intérieur, son parterre mesure 181,6 mètres de long sur 141,7 mètres de large.
En configuration de terrain de baseball, ses dimensions intérieures sont :
- Lignes des fausses balles - 99 mètres (1977), 100 (1981), 99 (1983). Le toit étant seulement à 61 mètres au-dessus du terrain, des lignes orange ont été peintes sur le toit pour distinguer les fausses balles ;
- Allées - 114,3 mètres ;
- Champ centre - 123,1 mètres (1977), 123,4 (1979), 123,1 (1980), 121,9 (1981), 123,1 (1983) ;
- Arrière du marbre - 18,8 mètres (1977), 19,8 (1983), 16,1 (1989).

Les dimensions du terrain en configuration soccer (football) sont : 68 par 105 mètres.

#### Surface
Pour la première fois dans l'histoire des Jeux, le matériel du revêtement de la piste d'athlétisme est fourni par la société italienne Mondo, mettant fin au traditionnel Tartan. Une piste Sportflex Super X Performance rouge est inaugurée la veille des compétitions. Sous utilisée, elle sera supprimée en 1980.

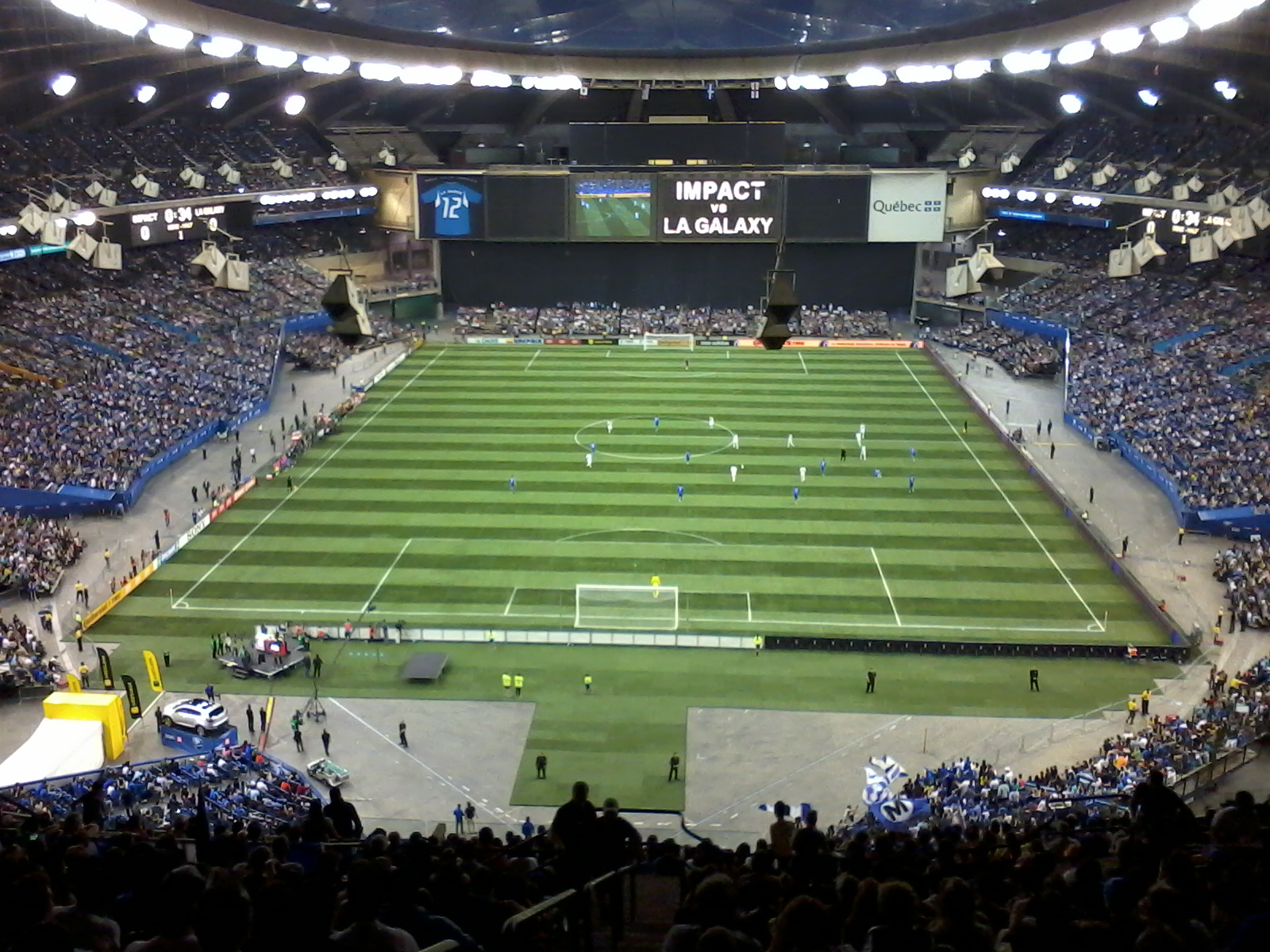
Configuration du Stade olympique pour le soccer de la MLS.

La pelouse des Jeux est remplacée par du gazon synthétique AstroTurf dès 1977 pour le football canadien. Cette surface perdurera jusqu'en 2001, quand elle sera changée pour une surface Defargo Astrograss (2002-2003) puis FieldTurf (2003-2005) avant de revenir pour la saison 2005-2006. En 2007, la pelouse reste artificielle, sauf pour la venue de l'AC Milan en 2010, avec une surface Team Pro EF RD puis Xtreme Turf depuis 2014.

#### Gradins
De 70 000 places sur 5 niveaux de gradins pour les Jeux olympiques la capacité du stade passe à 60 011 places sur 6 niveaux après. Pour le baseball et le football, des gradins mobiles sur rails sont ajoutés au niveau du terrain mais une section entière de gradins sous la tour (champs centre) devient inutilisée et sera remplacée par un écran géant lors des travaux de 1991.
Lors de ces travaux, la capacité du stade est réduite à 49 757 spectateurs à la suite du rapprochement du marbre des spectateurs. En 2001, elle est augmentée de 9 255 sièges pour accueillir la 89e Coupe Grey. Depuis, le stade compte 56 040 sièges, face aux 551 mètres de périmètre du parterre.

#### Toits
Dans sa conception originelle, le toit du stade est formé d'une partie fixe, protégeant les gradins des intempéries, et d'une partie mobile rétractable au centre. Cette configuration fut adoptée pour permettre l'utilisation des installations tout au long de l’année malgré le climat montréalais, tout en respectant les règles olympiques stipulant que les Jeux devaient se dérouler dans un stade ouvert.

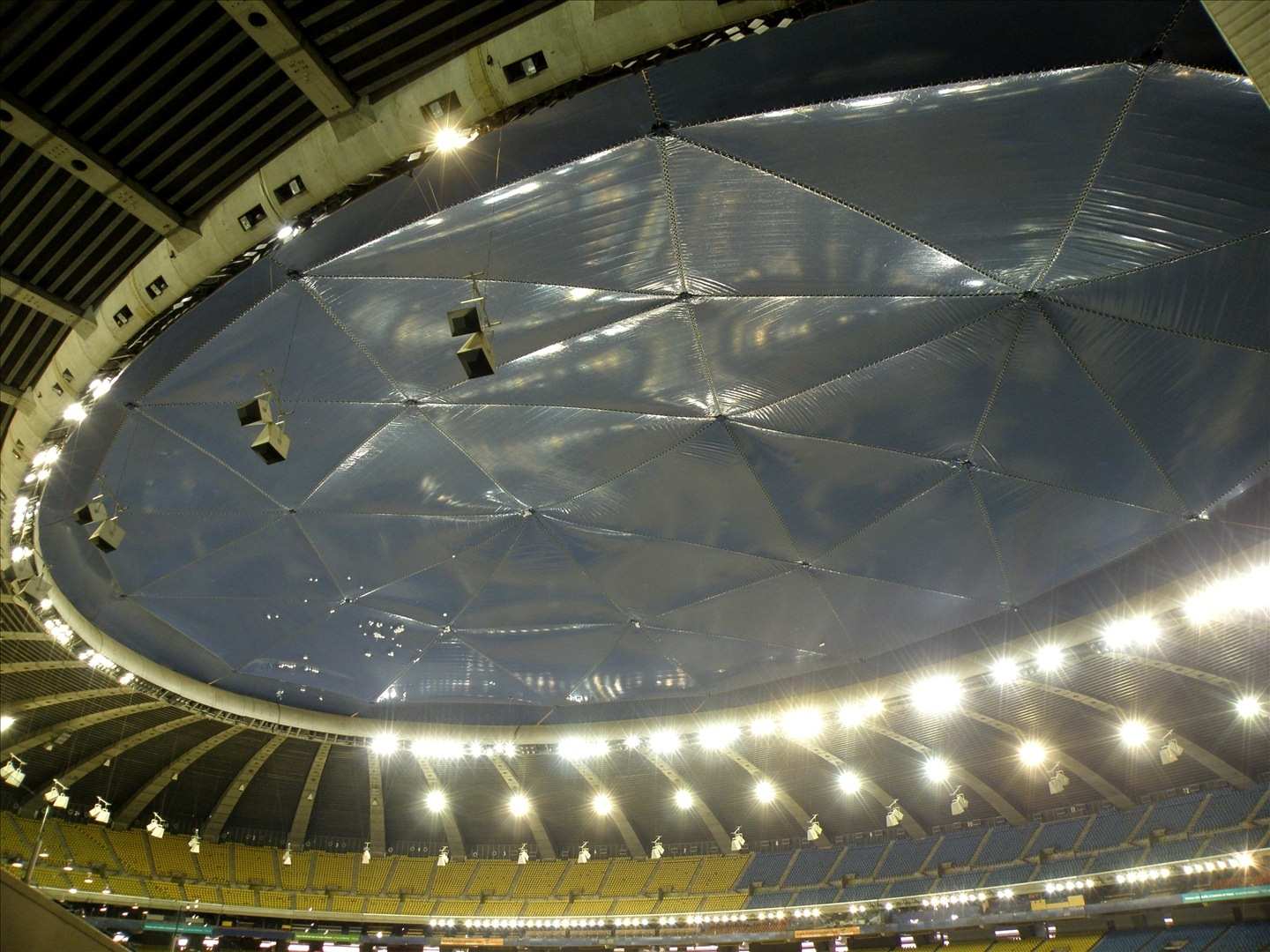
Toile intérieure du toit Birdair. Ses sections triangulaires sont visibles.

D'une superficie de 18 600 m2, le toit fut d'abord une toile rétractable de Kevlar de 65 tonnes conçue par l’équipe Taillibert et mise en place par Socodec-Lavallin en avril 1987 avec l’achèvement de la tour. Soutenu par 26 câbles tendus, le toit pouvait être replié dans une niche au sommet de la tour par l'action de treuils situés dans le bas de la tour, au-dessus des piscines. Déployé, le pourtour de la toile était maintenu en place par des câbles ancrés au bout des consoles.
En 1998, la partie centrale du toit devient une ossature fixe, conçue par la compagnie Birdair, suspendue par 26 câbles et recouverte d'une toile bleue en PVC sur le dessous et de fibres de verre et de nylon enduites de Téflon sur le dessus. À la suite du déchirement de la toile en plein hiver 1999, des câbles chauffants ont été placés entre les toiles supérieures et inférieures pour éviter l'accumulation de glace et de neige. Des tensiomètres installés dans les câbles permettent de mesurer la charge du toit qui ne doit pas dépasser 200 tonnes durant l'utilisation du stade. La tour supporte 75 % des 3 800 tonnes du toit, le reste s'appuyant sur l'anneau technique.
La toile actuelle se détériore et une étude est toujours en cours pour son remplacement. Le coût d'un troisième toit est évalué pour le moment à 215 millions de dollars minimum. Plusieurs solutions sont envisagées, la RIO préconise un nouveau toit souple fixe tandis que des architectes ont présenté un modèle en métal s'ouvrant tout en coulissant sur les consoles. Il semblerait cependant que l’option d’une portion démontable du toit ait été retirée de la portée du projet.

### Tour de Montréal

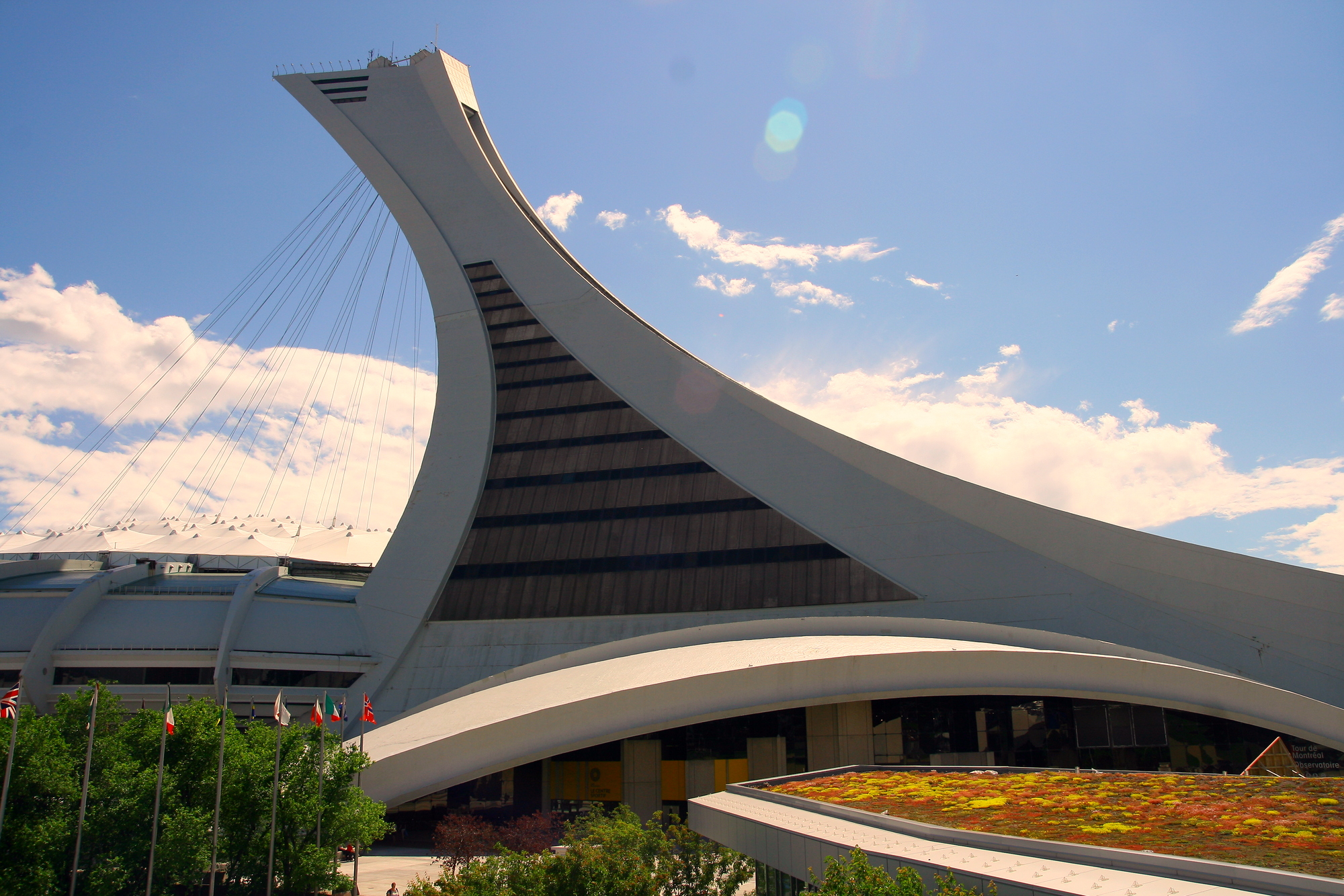
La Tour de Montréal.

Le mât surplombant le stade, tel que le nommait Taillibert, nommé Tour de Montréal par la RIO, est la plus grande tour inclinée au monde avec 165 mètres de hauteur au-dessus du sol et une inclinaison maximale de sa face avant de 45°.
La Tour est formée de deux sections distinctes, une structure en béton armé de 145 000 tonnes reposant sur trois points d’appuis s’enfonçant à dix mètres de profondeur, surmontée d'une section en acier de 8 000 tonnes. À son sommet des antennes transmettent les émissions de Télé-Québec et de la radio communautaire CIBL-FM.

#### Piscines

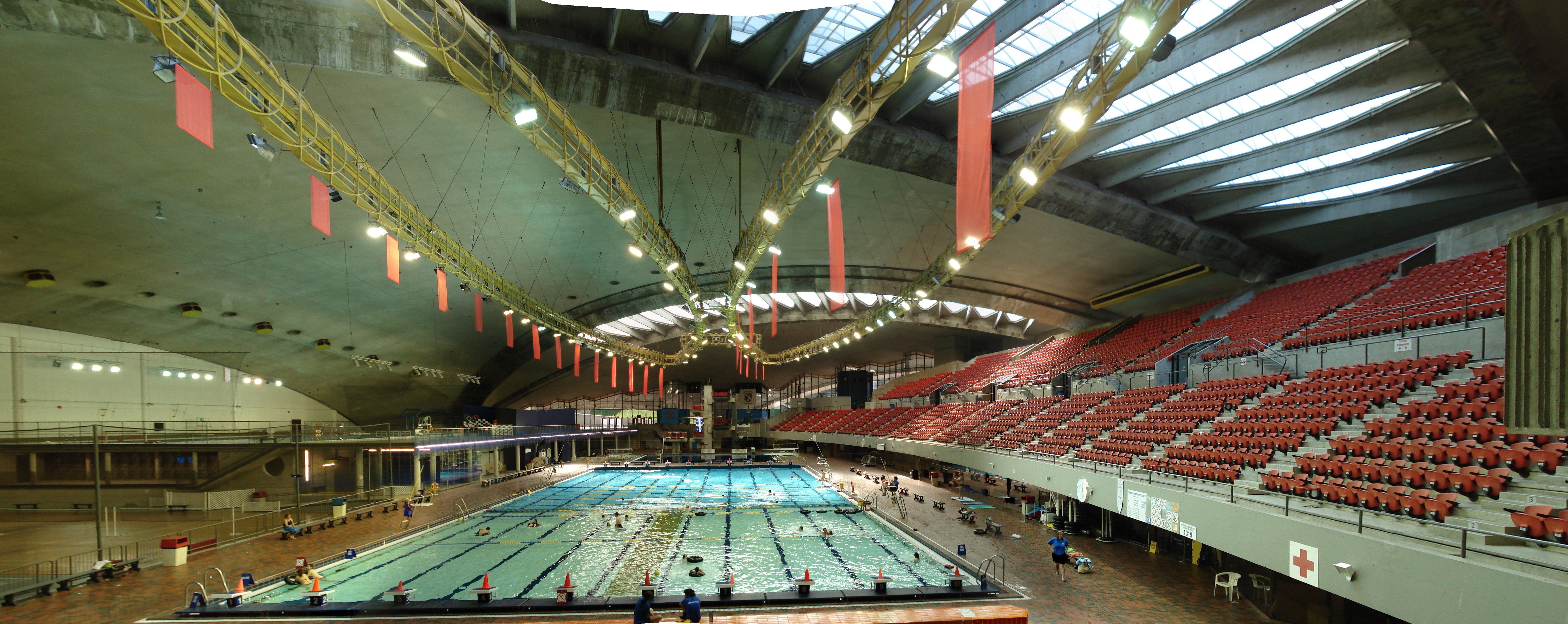
La piscine olympique avant les rénovations de 2015.

L'espace à la base de la tour abrite le plus grand centre aquatique au Canada, équipé de gymnases, de salles de musculation et de sept piscines. Il accueille aussi, depuis 2014, l'Institut national du sport du Québec, destiné à l'entraînement des athlètes provinciaux et nationaux dans huit disciplines olympiques, soit l'escrime, la Gymnastique artistique+Trampoline (sport)., le judo, la nage synchronisée, la natation, le plongeon, le patinage de vitesse et le water-polo, et une discipline paralympique : la boccia.

#### Bureaux
Vacants depuis le parachèvement de la Tour en 1987, en dehors du deuxième étage qui sert de salle d'exposition, les étages de la Tour de Montréal sont loués depuis 2018. 1 000 employés des caisses Desjardins occupent désormais sept des douze étages, représentant 80 % de l'espace disponible, pour une superficie de 15 000 m2 , servant principalement de bureaux.
Le Stade comporte par ailleurs quelque 11 000 m2 de bureaux dans d'anciens espaces de service au niveau du sol. Ils sont occupés depuis 1985 par le Regroupement Loisir et Sport du Québec, un organisme sans but lucratif qui regroupe plus de cent organismes de loisir et de sport.

#### Observatoire

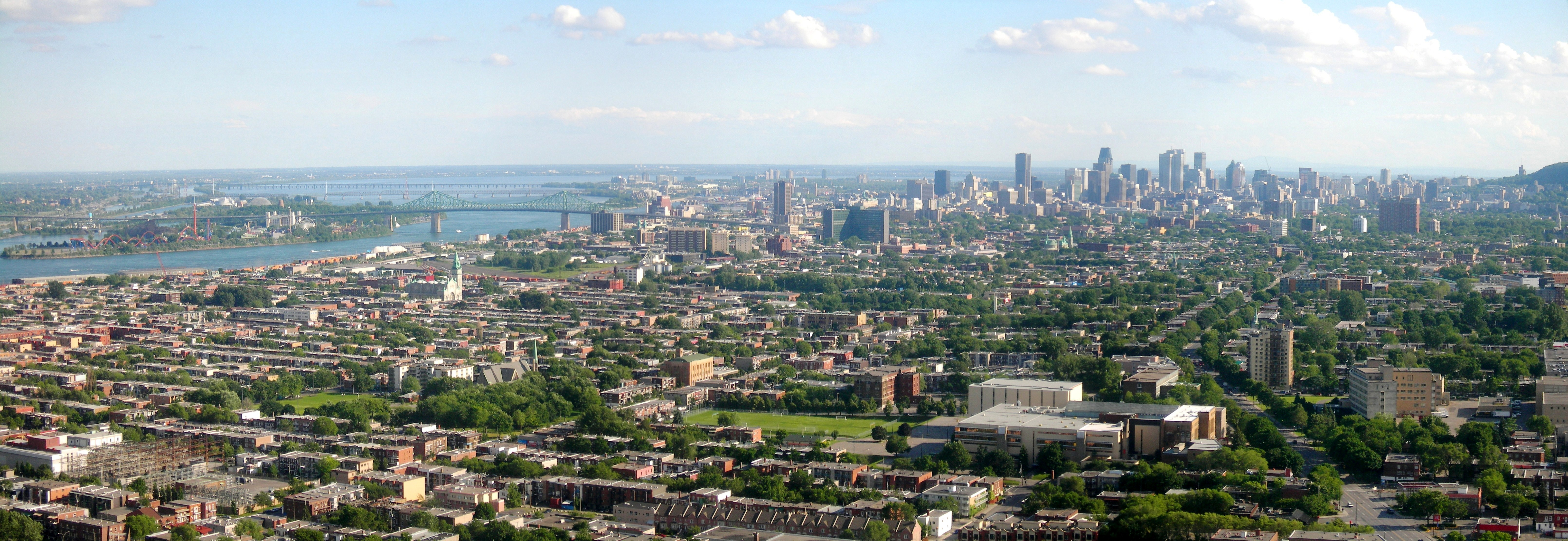
Vue sur Montréal depuis la tour du Stade olympique.

Le dernier des trois étages de la tour est un observatoire. Situé à 160 mètres de haut, des fenêtres panoramiques sur trois côtés de la tour offrent, par temps clair, une vue à 80 km à la ronde et en plongée sur le Stade.
Depuis 2024, l'observatoire reste fermé aux visiteurs depuis la pandémie de Covid-19 et maintenant, des rénovations.

#### Funiculaire

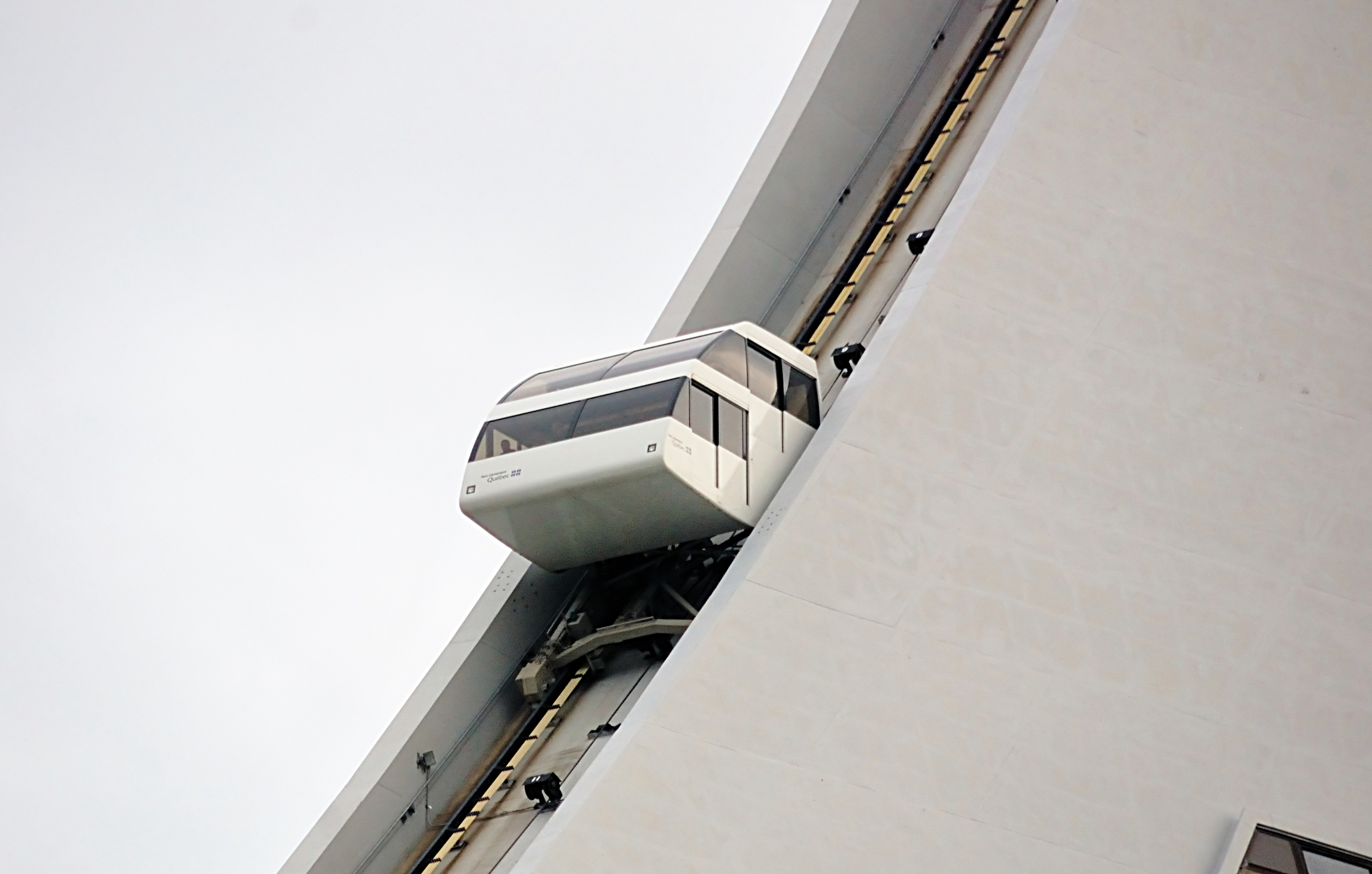
Le funiculaire de la Tour de Montréal.

L'accès à l'observatoire se fait par un funiculaire. Sa cabine, large de 4,5 mètres, est munie de baies vitrées offrant une vue panoramique sur l'est de Montréal lors de l’ascension et de la descente. En haute saison, le funiculaire — qui franchit 2,8 mètres par seconde (10 km/h) — fait 79 allers et retours quotidiens sur ses 266 mètres de rail. Chaque ascension dure moins de deux minutes.
Le funiculaire, sur deux niveaux, peut embarquer jusqu'à 76 passagers (5,5 tonnes) en même temps (42 en haut et 34 en bas), il peut ainsi transporter 456 personnes à l’heure. La cabine, pesant 13,5 tonnes à vide, est tractée par un câble de 34 millimètres de diamètre, long de 650 mètres passant au centre de la voie. Un système hydraulique lui permet de demeurer horizontal lors de son trajet sur la dorsale de la Tour, inclinée de 23° à 63,7° de la base vers le sommet.
Le 30 décembre 2016, le funiculaire célébrait son millionième voyage. En presque 30 ans il aura transporté plus de 11 millions de visiteurs.

## Utilisation
Conçu pour accueillir les Jeux olympiques de 1976, il est devenu le rendez-vous de divers événements à grand déploiement de Montréal, comme des concerts, salons et épreuves sportives d'envergure. Néanmoins, les activités courantes du stade ne s'autofinancent pas, la subvention du gouvernement du Québec (20 millions de dollars en 2005-2006) comptant en 2005-2006 pour 54 % de ses revenus totaux (37 millions de dollars en 2005-2006), en sus des sommes versées depuis sa création pour le remboursement de sa dette d'immobilisation.
Du début avril à la mi-novembre, le stade s'offre aux épreuves extérieures, alors que pendant les cinq autres mois, les salons thématiques se succèdent. Avec 18 933 m2, le parterre du stade est le plus grand hall d'exposition au Canada.

### Équipes sportives résidentes
- Club de natation des Piscines du Parc Olympique, club de natation qui a comme domicile le Centre sportif du Stade olympique de Montréal.
- L'Impact de Montréal, équipe de la Ligue Majeure de Soccer (MLS), joue cinq matchs en 2012 au Stade olympique durant la réfection du Stade Saputo puis y joue ses matchs inauguraux et occasionnellement des matchs nécessitant un plus grand nombre de sièges (Ligue des champions).

### Équipes sportives y ayant résidé

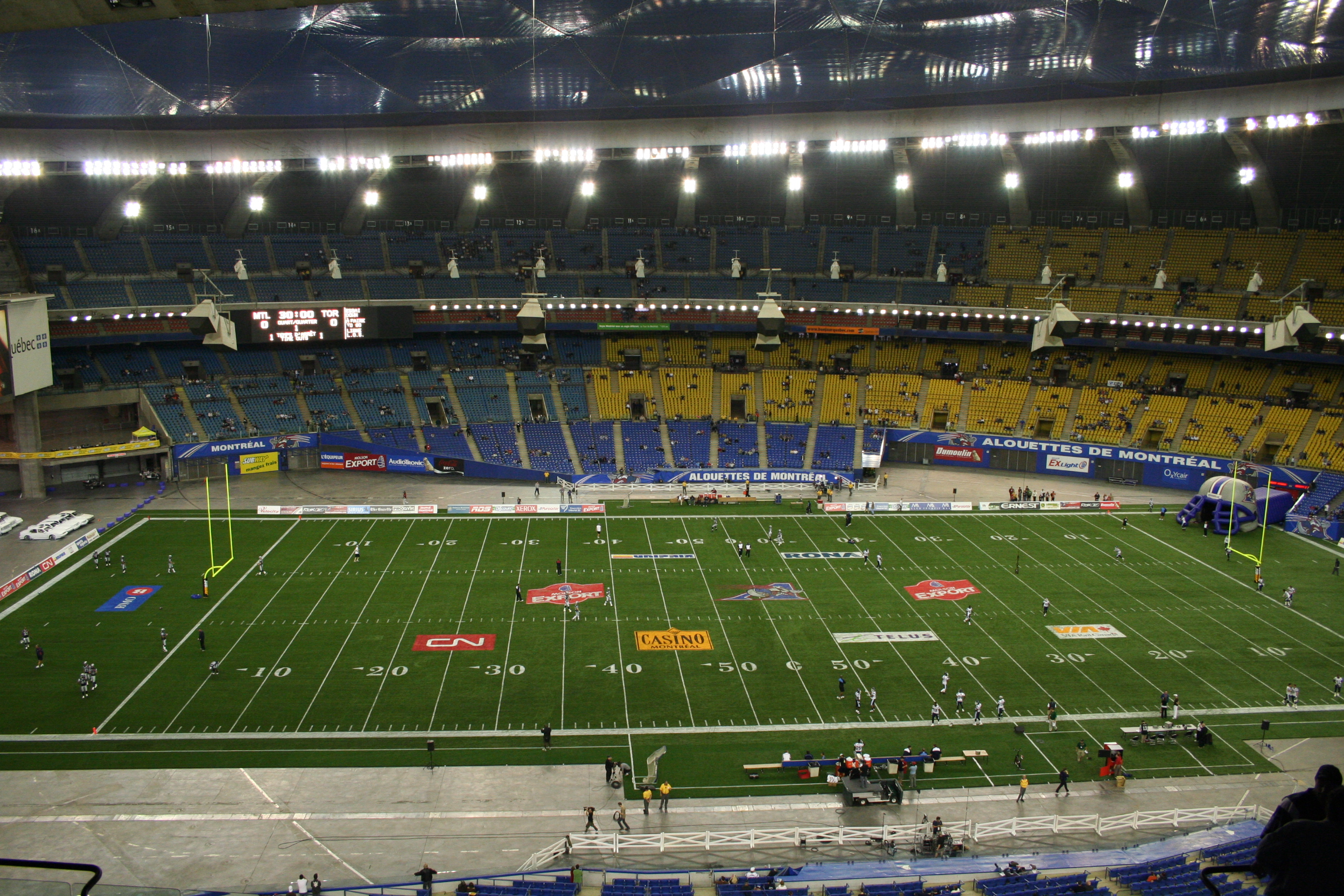
L'intérieur du Stade olympique lors d'un match des Alouettes de Montréal en 2007.

| Nom                   | Ligue                           | Années      | commentaires |
| --------------------- | ------------------------------- | ----------- | --- |
| Expos de Montréal     | Ligue majeure de baseball       | 1977 à 2004 | L'équipe a déménagé à Washington en 2005. |
| Alouettes de Montréal | Ligue canadienne de football    | 1977 à 1997 | Déménagés au stade Stade Percival-Molson en 1998, les Alouettes firent des retours temporaires au Stade olympique pour un match par saison et lors des séries éliminatoires jusqu'en 2012. |
| Manic de Montréal     | Ligue nord-américaine de soccer | 1981 à 1983 | |
| Machine de Montréal   | Ligue mondiale de football      | 1991 à 1992 | |

### Événements principaux

#### Rassemblements religieux
- Congrès annuel des Témoins de Jéhovah, 5 au 9 juillet 1978 (environ 75 000 fidèles à un moment donné dans le stade) ;
- A eu lieu l'Assemblée du renouveau charismatique catholique, en présence du père Émilien Tardif en 1979 (environ 70 000 fidèles) ;
- Messe de la béatification du frère André, 20 juin 1982 (environ 35 000 fidèles) ;
- Messe du Pape Jean-Paul II, 11 septembre 1984 (environ 50 000 fidèles) ;
- Journées mondiales de la jeunesse, 21 juillet 2002 (environ 25 000 fidèles) ;
- Messe de la canonisation du frère André, 30 octobre 2010 (environ 30 000 fidèles).

#### Concerts

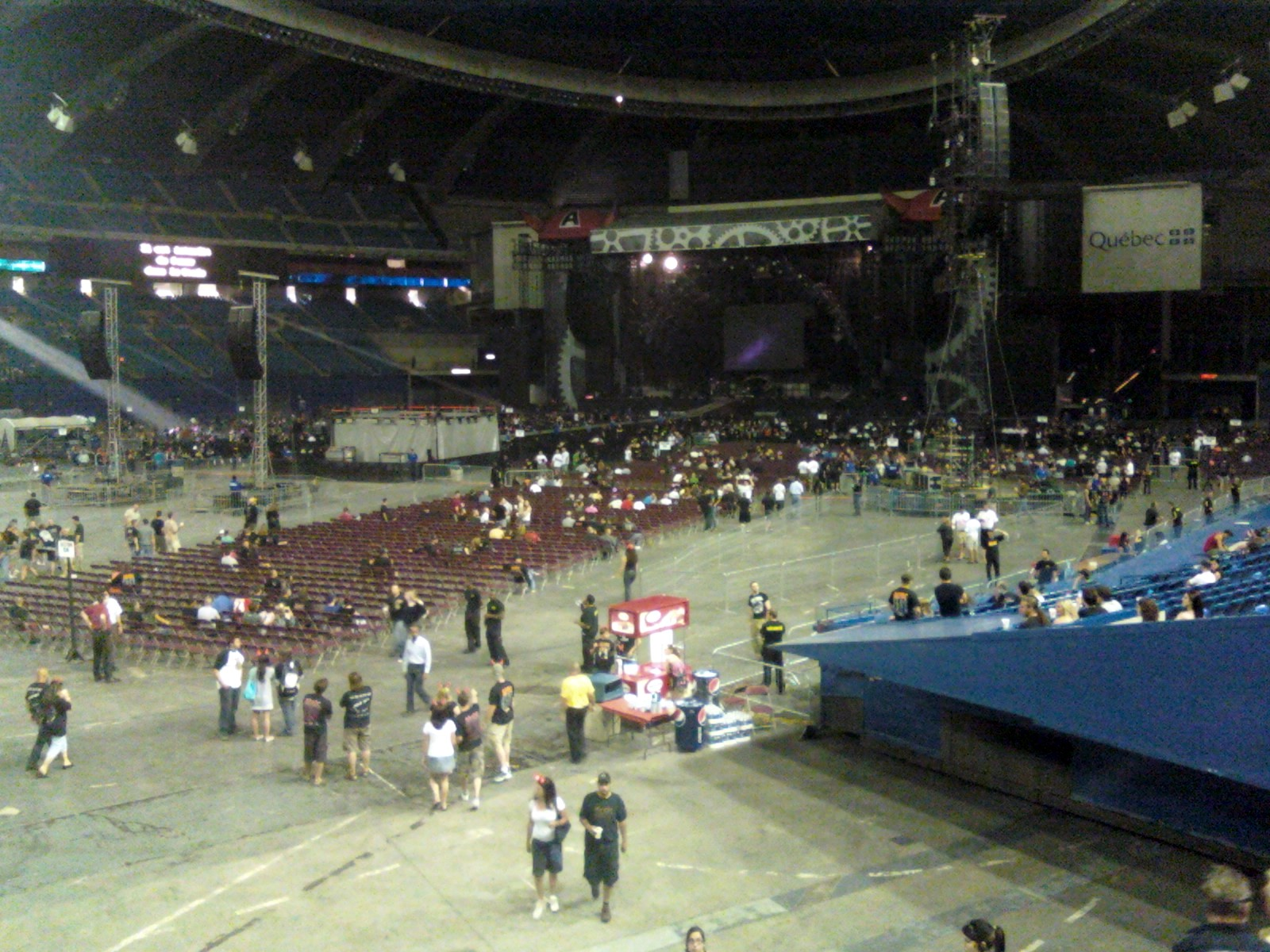
Le parterre du stade aménagé pour le concert d'AC/DC en 2009.

| Date                    | Tête d'affiche           | Tournée                   | Public | Commentaires |
| ----------------------- | ------------------------ | ------------------------- | ------ | --- |
| 6 juillet 1977          | Pink Floyd               | In The Flesh              | 78 322 | Probablement plus de 80 000 spectateurs en comptant les fraudeurs rentrés jusque dans l'anneau technique.                                                                             |
| 26 août 1977            | Emerson, Lake and Palmer | Works Tour                | 73 898 | Album enregistré, Emerson, Lake & Palmer In Concert, sorti en 1989. |
| 3 août 1983             | The Police               | Synchronicity             | 37 816 | Scène recouverte d'un toit: l’amphithéâtre du Stade olympique. |
| 16 août 1984            | Diane Dufresne           |                           | 52 781 | Album enregistré, Magie Rose, sorti en 1984. |
| 17 et 18 septembre 1984 | The Jacksons             | Victory Tour              |        | 116 000 spectateurs totaux. |
| 23 août 1987            | George Michael           | Faith Tour                | 22 457 | Scène recouverte d'un toit : l’amphithéâtre du Stade olympique. |
| 30 août 1987            | David Bowie              | Glass Spider              |        | Album enregistré, Glass Spider Tour, sorti en 2007. |
| 1er octobre 1987        | U2                       | Joshua Tree               | 63 504 | |
| 11 mai 1988             | Pink Floyd               | Momentary Lapse of Reason | 50 000 | |
| 16 et 18 juin 1988      | Opéra Aida               |                           | 60 000 | |
| 17 septembre 1988       | Amnistie Internationale  |                           | 57 314 | Performances de Bruce Springsteen, Sting, Tracy Chapman, Peter Gabriel, Youssou N'Dour, Michel Rivard et Daniel Lavoie.                                                               |
| 14 décembre 1989        | The Rolling Stones       | Steel Wheels              | 64 664 | |
| 4 août 1990             | New Kids on the Block    | Magic Summer              | 50 000 | |
| 29 mai 1992             | Genesis                  | We Can't Dance            |        | |
| 8 août 1992             | Metallica, Guns N' Roses |                           | 55 000 | Un effet pyrotechnique explosa sous les pieds du chanteur James Hetfield, le blessant sérieusement, puis une émeute éclata après que Guns N' Roses eut refusé de terminer le concert. |
| 27 août 1992            | U2                       | Zoo TV                    | 41 369 | |
| 23 octobre 1993         | Madonna                  | The Girlie Show           | 53 000 | |
| 22, 23 et 24 mai 1994   | Pink Floyd               | Division Bell             | 62 689 | 187 302 spectateurs totaux. |
| 5 et 6 décembre 1994    | The Rolling Stones       | Voodoo Lounge             |        | 82 089 spectateurs totaux. |
| 2 novembre 1997         | U2                       | PopMart                   | 50 000 | |
| 14 septembre 2007       | Genesis                  | Turn It On Again          | 40 000 | |
| 8 août 2009             | AC/DC                    | Black Ice                 | 53 043 | |
| 31 août 2015            | AC/DC                    | Rock or Bust              | 40 000 | |
| 5 septembre 2015        | One Direction            | On the Road Again         | 40 000 | |
| 11 et 13 août 2023      | Metallica                | M72                       |        | 125 000 spectateurs totaux |

#### Compétitions sportives

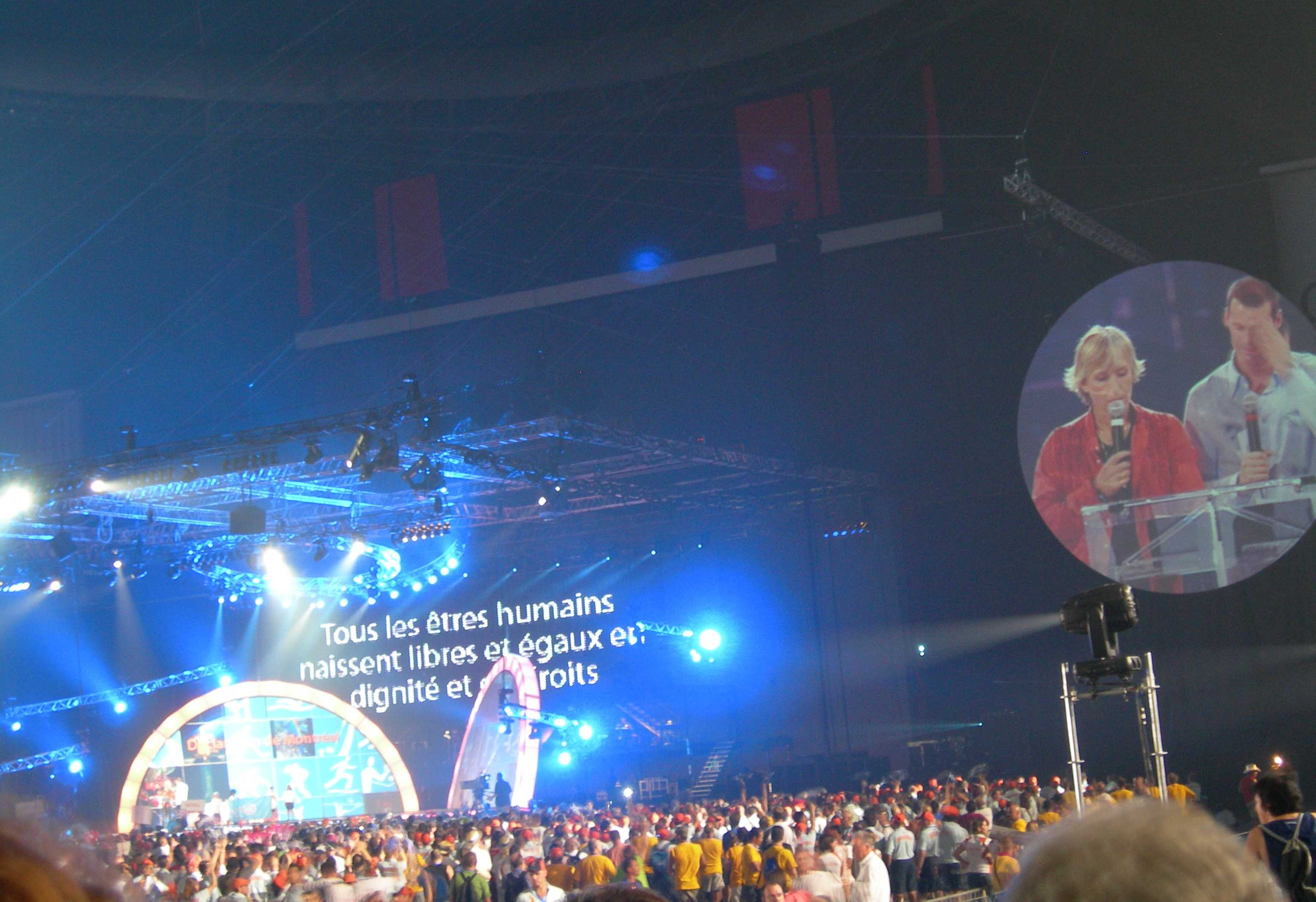
Martina Navrátilová et Mark Tewksbury lisent la Déclaration de Montréal lors de l'ouverture des Outgames le 29 juillet 2006.

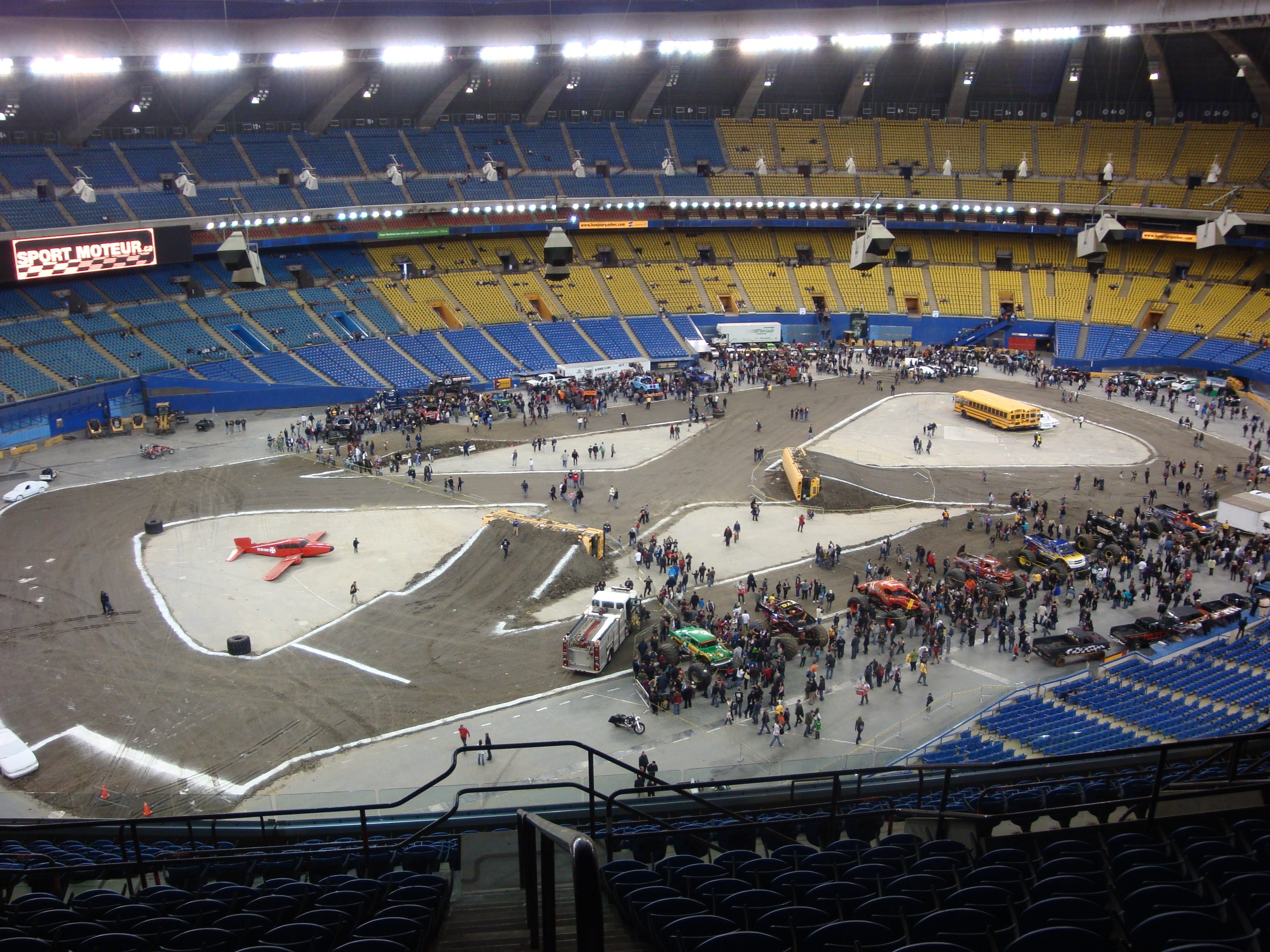
L’intérieur du Stade olympique aménagé pour les Camions Monstres en 2010.

| Date              | Compétition                                             | Public | Commentaires                                                        |
| ----------------- | ------------------------------------------------------- | ------ | ------------------------------------------------------------------- |
| 31 juillet 1976   | Pologne / Allemagne de l'Est                            | 71 617 | Finale olympique du soccer.                                         |
| 26 septembre 1976 | Alouettes de Montréal / Rough Riders d'Ottawa           | 68 505 | Premier match des Alouettes dans le stade.                          |
| 15 avril 1977     | Expos de Montréal / Phillies de Philadelphie            | 57 592 | Premier match des Expos dans le stade.                              |
| 6 septembre 1977  | Alouettes de Montréal / Argonauts de Toronto            | 69 083 |                                                                     |
| 27 novembre 1977  | 65e Coupe Grey                                          | 68 318 |                                                                     |
| 16 septembre 1979 | Expos de Montréal / Cardinals de Saint-Louis            | 59 282 | Match retour de la Ligue majeure de baseball (LMB).                 |
| 25 novembre 1979  | 67e Coupe Grey                                          | 65 113 |                                                                     |
| 20 juin 1980      | Combat Duran / Leonard                                  | 40 317 | Combat de boxe, "The Brawl in Montreal".                            |
| 2 septembre 1981  | Manic de Montréal / Sting de Chicago                    | 58 542 | Match éliminatoire de la Ligue nord-américaine de soccer.           |
| 22 novembre 1981  | 69e Coupe Grey                                          | 53 307 |                                                                     |
| 13 juillet 1982   | Match des étoiles de la Ligue majeure de baseball (LMB) | 59 057 |                                                                     |
| 19 juin 1985      | Supermotocross                                          | 61 290 | Record de fréquentation pour l’évènement.                           |
| 24 novembre 1985  | 73e Coupe Grey                                          | 56 723 |                                                                     |
| 1er avril 1991    | Machine de Montréal / Dragons de Barcelone              | 53 238 | Premier match de la Machine dans le stade.                          |
| 6 juin 1992       | World Bowl II                                           | 43 759 | Finale de la Ligue mondiale de football américain.                  |
| 25 novembre 2001  | 89e Coupe Grey                                          | 65 255 |                                                                     |
| 29 juillet 2006   | 1er Outgames mondiaux                                   | 40 000 | Cérémonie d'ouverture.                                              |
| 30 juin 2007      | États-Unis / Corée du Sud                               | 55 800 | Match de la Coupe du monde U-20 de la FIFA.                         |
| 23 novembre 2008  | 96e Coupe Grey                                          | 66 308 |                                                                     |
| 25 février 2009   | Impact de Montréal / Santos Laguna                      | 55 571 | Match de la Ligue des champions de la CONCACAF.                     |
| 2 juin 2010       | Impact de Montreal / AC Milan                           | 47 861 | Match amical.                                                       |
| 12 mai 2012       | Impact de Montréal / Galaxy de Los Angeles              | 60 860 | Match de saison de la Ligue Majeure de Soccer.                      |
| 18 novembre 2012  | Alouettes de Montréal / Argonauts de Toronto            | 50 112 | Finale de l'est de la LCF.                                          |
| 29 mars 2014      | Blue Jays de Toronto / Mets de New York                 | 50 229 | Match préparatoire de la LMB.                                       |
| 4 avril 2015      | Blue Jays de Toronto / Reds de Cincinnati               | 50 231 | Match préparatoire de la LMB.                                       |
| 29 avril 2015     | Impact de Montréal / Club América                       | 61 004 | Match retour de la finale de la Ligue des champions de la CONCACAF. |
| 30 juin 2015      | États-Unis / Allemagne                                  | 51 176 | Demi-finale de la Coupe du monde féminine de football 2015.         |
| 2 avril 2016      | Blue Jays de Toronto / Red Sox de Boston                | 53 420 | Match préparatoire de la LMB.                                       |

## Dans la culture populaire
Le Stade olympique apparaît sur un timbre commémoratif de 2 dollars émis le 12 mars 1976.
La Tour de Montréal est l'un des environnements modélisés du jeu vidéo Deus Ex: Human Revolution.
Le Stade olympique apparaît dans la bande-annonce du jeu vidéo Windjammers 2

### Vidéoclip
- Thornley  - So Far So Good (2004)
- Men Without Hats - Where Do the Boys Go? (1984)

### Au cinéma
- Running (1979)
- Planète hurlante (1995)
- Le Chacal (1997)
- En toute complicité (2000)
- La Somme de toutes les peurs (2002)
- Nez rouge (2003)
- Sans elle (2005)
- Bon Cop, Bad Cop (2006)
- Roméo et Juliette (2006)
- Nitro (2007)
- L'Âge des ténèbres (2007)
- Les Rois du patin (2007)
- Voyage au centre de la Terre (2008)
- Funkytown (2011)
- Red 2 (2013)
- Warm Bodies (2013)
- X-Men : Jours d'un avenir passé (2014)

## Accidents et incidents
- Pendant les travaux de construction du Stade olympique sept ouvriers trouvèrent la mort. Le plus grave accident survenant le 8 mars 1976 lorsque la chute d'une console fait quatre victimes.
- Le 13 septembre 1991, une poutre extérieure de 55 tonnes située entre les consoles 9 et 10 s'effondre au sol sans faire de victimes à la suite du défaut de construction de ses ancrages. Le Stade reste fermé trois mois[67].
- Le 4 mars 2012, une dalle de béton au-dessus d'un stationnement du Stade s'effondre sans faire de victimes à la suite de l'entreposage de matériaux trop lourds par un entrepreneur durant l'agrandissement du stade Saputo[68].

## Galerie

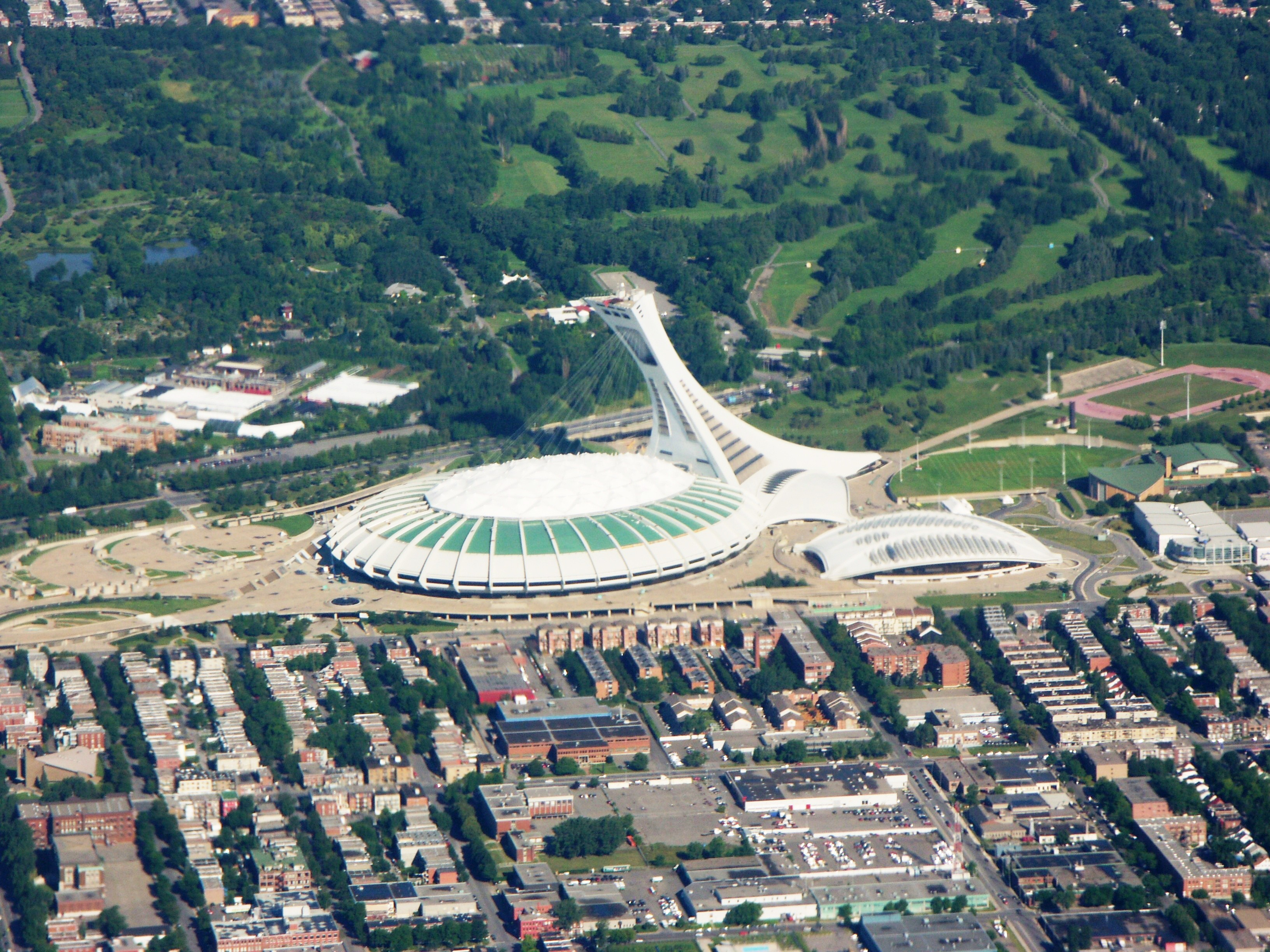
Vue aérienne du Parc olympique (2004).
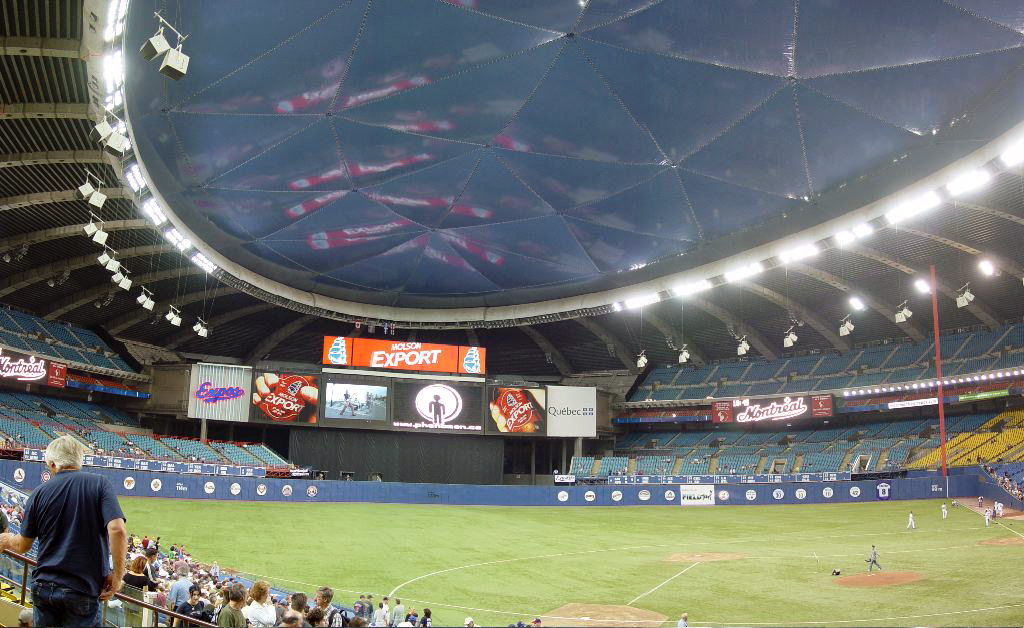
L'intérieur du stade.
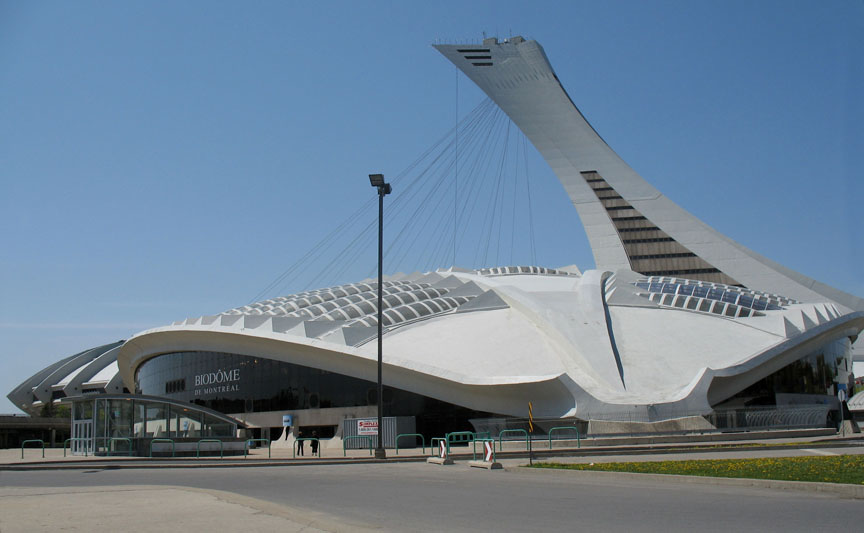
Le Biodôme de Montréal et la tour du stade.
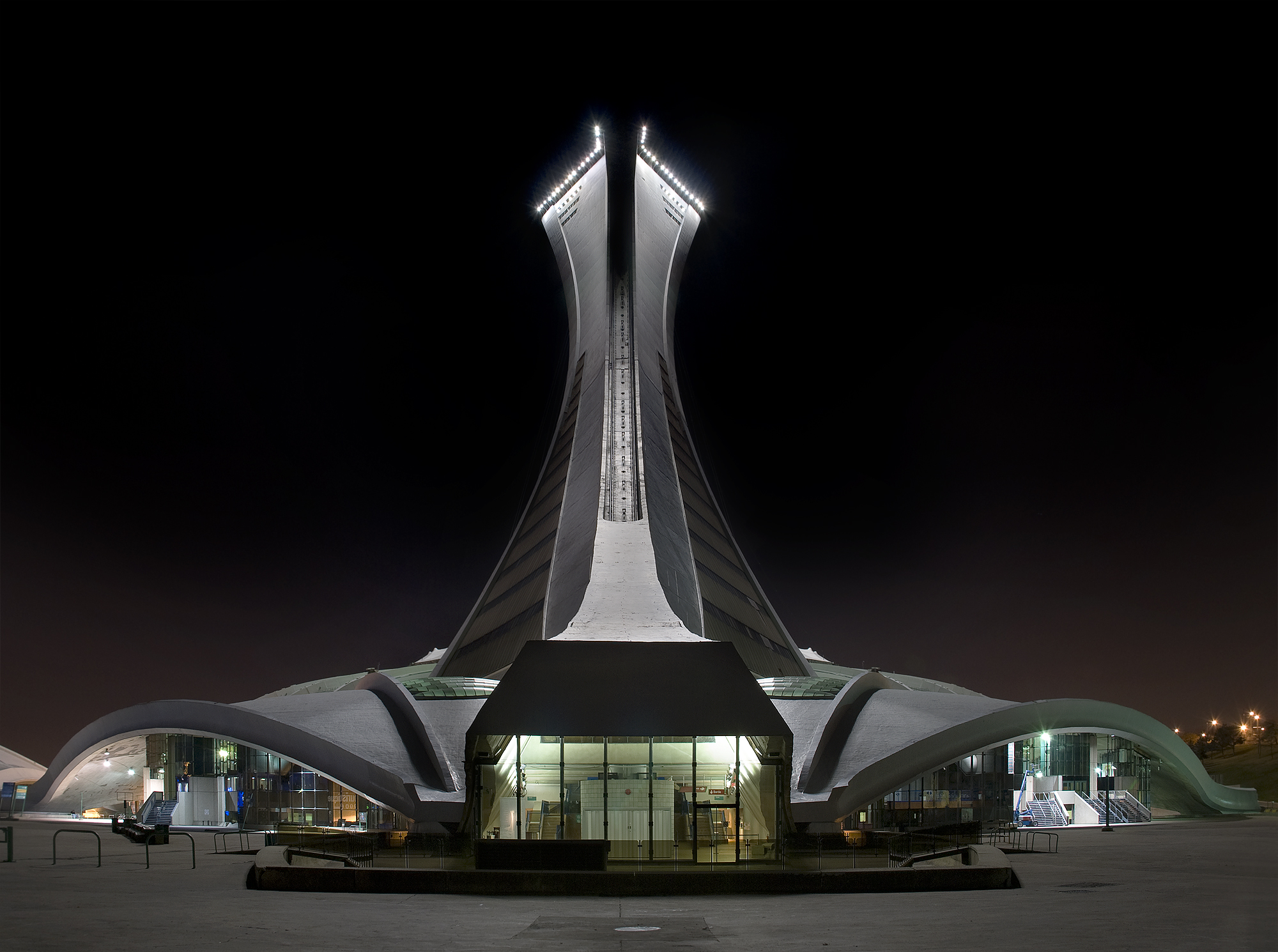
Vue nocturne de la Tour.